# フランス大学出版局
フランス大学出版局（フランスだいがくしゅっぱんきょく、仏: Presses universitaires de France, PUF）は、ポール・アングールヴァン (Paul Angoulvent) によって1921年に創立されたフランスの大学出版局。プレス・ユニベルシテール・ド・フランスとも。フランスで最大の大学出版局である。
1941年に発行が開始された文庫クセジュ（日本語版は白水社）が有名である。フランス語版はすべて128ページというユニークな体裁となっており、4,000タイトル近く発行され、世界で43カ国語に翻訳されている。
2000年に大規模な組織改革が行われており、現在はFlammarion Publishing 、 MAAF保険相互会社、Garantie mutuelle des fonctionnairesが大株主になっている。